# Egon Wellesz
Egon Joseph Wellesz (født 21. oktober 1885 i Wien, Østrig, død 9. november 1974 i Oxford, England) var en østrigsk komponist og lærer med ungarske aner.
Wellesz har skrevet 9 symfonier, Violinkoncert, strygerkvartetter, Kammermusik, korværker, sceneværker, og orkesterværker.
Han studerede hos Arnold Schönberg, og slog sig så ned i England i begyndelsen af 1900 tallet.
Wellesz komponerede i en tonal seriel tolvtonestil, som havde elementer og inspiration fra Gustav Mahler, Anton Bruckner, Ernst Krenek og Arnold Schönberg.

## Udvalgte værker
- Symfoni nr. 1 (1945) - for orkester
- Symfoni nr. 2 (1947–1948) - for orkester
- Symfoni nr. 3 (1949–1951) - for orkester
- Symfoni nr. 4 (1951–1953) - for orkester
- Symfoni nr. 5 (1955–1956) - for orkester
- Symfoni nr. 6 (1965) - for orkester
- Symfoni nr. 7 "Strømmen" (1967–1968) - for orkester
- Symfoni nr. 8 (1970) - for orkester
- Symfoni nr. 9 (1970–1971) - for orkester
- 9 Strygekvartetter (1912-1966)
- 3 blandede kor (1930) - for 3 kor
- Missa brevis (1963) - for kor
- "Diana-miraklet" (1914–1917) - ballet
- "Prinsessen Girnara" (1919–1920) - ballet